# Anomala elberti
Anomala elberti är en skalbaggsart som beskrevs av Ohaus 1911. Anomala elberti ingår i släktet Anomala och familjen Rutelidae. Inga underarter finns listade i Catalogue of Life.